# Municipio de Grove (condado de Pottawattamie)
El municipio de Grove (en inglés: Grove Township) es un municipio ubicado en el condado de Pottawattamie en el estado estadounidense de Iowa. En el año 2010 tenía una población de 155 habitantes y una densidad poblacional de 1,7 personas por km².

## Geografía
El municipio de Grove se encuentra ubicado en las coordenadas 41°12′2″N 95°19′25″O / 41.20056, -95.32361. Según la Oficina del Censo de los Estados Unidos, el municipio tiene una superficie total de 91.28 km², de la cual 91,25 km² corresponden a tierra firme y (0,03 %) 0,03 km² es agua.

## Demografía
Según el censo de 2010, había 155 personas residiendo en el municipio de Grove. La densidad de población era de 1,7 hab./km². De los 155 habitantes, el municipio de Grove estaba compuesto por el 96,77 % blancos, el 0,65 % eran afroamericanos y el 2,58 % eran de una mezcla de razas. Del total de la población el 1,94 % eran hispanos o latinos de cualquier raza.